# Муалангский язык
Муалангский язык (Mualang) — ибан-малайский язык, на котором говорят даяки, проживающие в районах Белитанг и Белитанг-Хулу-Секадау индонезийской провинции Западный Калимантан (территория вдоль рек Аяк и Белитанг, около 320 км вверх по течению от города Понтианак). Имеет диалекты муаланг-или, муаланг-улу. Похож на ибанский язык.